# Esporte Clube Riachuelo
O Esporte Clube Riachuelo é um clube brasileiro de futebol, sediado no município  de Aracruz, no estado do Espírito Santo.

## História
O Riachuelo foi fundado no dia 25 de outubro de 1978, no bairro da Barra do Riacho, em Aracruz. Em 1999, foi vice-campeão do Campeonato Capixaba da Segunda Divisão, garantindo o acesso à elite do futebol capixaba.
Em 2000, em sua primeira participação na Primeira Divisão do Campeonato Capixaba, classificou-se entre os quatro primeiros colocados do segundo turno. Na semifinal, bateu o Serra por 1 a 0. Na primeira partida da decisão, dia 25 de junho, foi derrotado pelo Estrela do Norte por 2 a 0. No jogo de volta, em 2 de julho, venceu pelo placar mínimo. O resultado, porém, não foi suficiente para a conquista do título do returno estadual.
Em 2001, o Riachuelo terminou na nona colocação dentre dez equipes participantes do Campeonato Capixaba e acabou sendo rebaixado. No mesmo ano, chegou a disputar a final do Torneio Seletivo Capixaba para a disputa da Copa do Brasil, novamente sendo vice-campeão, perdendo a vaga na competição nacional para o Cachoeiro.
Em 2002, em sua última participação como equipe profissional de futebol, foi penúltimo colocado da Segunda Divisão Capixaba. Atualmente, encontra-se licenciado.